# Karl vom Stein zum Altenstein
Le baron Karl Sigmund Franz vom Stein zum Altenstein, né le 1er octobre 1770 à Schalkhausen près d'Ansbach et mort le 14 mai 1840 à Berlin, est un homme politique prussien.
Après avoir été remarqué par Karl August von Hardenberg, avec qui il fait ses premières armes, Stein zum Altenstein collabore avec Hardenberg aux réformes prussiennes. Lorsque Heinrich Friedrich Karl vom Stein est renvoyé, c'est Altenstein qui le remplace.

## Biographie
Altenstein est issu d'une famille (de) de l'ancienne noblesse franconienne, dont le fief d'origine est le château d'Altenstein, entre Ebern et Maroldsweisach. Il était le fils du baron Frédéric-Ernest von Stein zum Altenstein, de la lignée des barons zu Ostheim vor der Rhön, maître de cavalerie, officier de hussards et chambellan du margrave d'Ansbach, et de sa deuxième épouse, la baronne Juliana Philippine-Wilhelmine von Adelsheim (de), du château d'Obermögersheim. Après une formation au lycée, puis dans le corps des pages, il étudia le droit à l’université d'Erlangen, puis en 1790 à Göttingen et enfin à Iéna.
En 1793 il entre au service du margrave d'Ansbach comme Conseiller référendaire siégeant aux Conseil de la guerre et au Conseil des domaines de Prusse. Son prédécesseur, Karl August von Hardenberg, a tôt fait de reconnaître ses talents d'administrateur et le recommanda aux autorités. En 1799, il accompagne Hardenberg, devenu ministre, à Berlin, et sert de conseiller ministériel puis de conseiller de la Cour des Comptes. Après l’écrasement de la Prusse à Iéna et Auerstadt en 1806, il accompagne de nouveau Hardenberg à Tilsit et tâche de l'assister dans la mise en œuvre des réformes prussiennes.
Suspect de menées subversives contre l'hégémonie française, le ministre et réformateur prussien Karl vom Stein démissionne sur les instances de Napoléon, et Altenstein est appelé à le remplacer en 1808 à la tête du ministère des Finances. Altenstein est cependant incapable de s'imposer à des autorités occupantes pour lesquelles les tentatives de réforme de son prédécesseur étaient trop audacieuses, et c'est pourquoi il paraît avoir manifesté si peu d'énergie au cours de son ministère. Lorsqu'en 1810 la Prusse s'avère incapable de payer l'indemnité de guerre réclamée par Napoléon au traité de Tilsit, Altenstein propose de céder la Silésie à la France. C'en est trop pour Hardenberg, qui de sa retraite convainquit le roi Frédéric-Guillaume III de chasser son ministre.
Après sa disgrâce, Altenstein part pour Breslau, où il est finalement nommé gouverneur de Silésie en 1813. À l'issue du Congrès de Vienne, en 1815, il accompagne Wilhelm von Humboldt à Paris, pour réclamer la restitution à la Prusse des œuvres d'art confisquées par Napoléon.
En 1817, Frédéric-Guillaume crée un Ministère des cultes, en charge non seulement des affaires religieuses mais aussi (cela allait alors de pair) des hôpitaux et de l'instruction. Pour le nouveau gouvernement du chancelier von Hardenberg, ce poste est confié à Altenstein, avec la mission de refonder les Églises protestantes de Prusse. Au cours des 20 années que devait durer son mandat, le baron d'Altenstein réforme de fond en comble le système éducatif prussien. C'est à lui que revient l'enseignement des Humanités dès le niveau du lycée, de même que la fondation de l’Université de Bonn (en 1818). Sa loi sur l'instruction publique de 1819 unifie le système éducatif en Prusse et marque la création de l’enseignement primaire et secondaire dans les pays de langue allemande, avec la création des Grundschule et des différents types d'établissement d'enseignement secondaire. Il rend l’Instruction obligatoire dès 1825 et en 1834 introduit la notion de programme scolaire commun à tous les lycées du pays. Il passe ses dernières années à militer en faveur d'un enseignement entièrement indépendant de l’Église.
Selon le journal de Karl August Varnhagen, la décision de donner pour 1840 une édition critique des œuvres de Frédéric le Grand, à l'occasion du centenaire de l'avènement du despote éclairé, serait une initiative du baron d'Altenstein.
Il démissionne de son poste pour raison de santé en 1838, et meurt en 1840 à Berlin. Il est inhumé dans le cimetière de la Sainte-Trinité II.